# عمران التميمي
عمران التميمي(1960-) كاتب مؤلف ومخرج عراقي.

## حياته
درس الفيزياء حصل على بكالوريوس لغة إنجليزية من كلية المأمون الجامعة ودبلوم لغة إنجليزية أكاديمية برتن كونتنانتل كما أنه يحمل شهادة في السينما من أكاديمية برايتن -بريطانيا وعضو في نقابة الفنانين العراقيين - المركز العام واتحاد المسرحيين العراقيين - المركز العام وهو عضو مؤسس للاتحاد العربي لمنظمات المجتمع المدني -القاهرة 

### حياته الأسرية
متزوج وله ثلاثة أبناء وبنت واحدة 

### تعرضه لوعكة صحية
بداية العام 2018 تعرض لانسداد مفاجئ في الشرايين حيث تم نقله إلى المستشفى ليتم إجراء عملية القسطرة وفتح اربع شرايين واجراء عملية زراعة ثلاث شبكات

## مشواره المهني
بدايته في الإخراج كانت مطلع الثمانينات بمسرحيتي «لو» و «إلى أين» على مسرح جامعة ساوث هامبتون في بريطانيا بداية الثمانينات، لديه تجارب كثيرة على المسرح الشعبي الذي تخصص فيه طيلة عقدين من الزمن مؤلفا ومخرجا لمسرحيات تميزت بإقبال جماهيري كثيف وبطول عرض امتد بعضها إلى الخمس سنين متواصلة دون انقطاع، حيث كان السباق في جلب الفنانين العرب إلى العراق ومنها مسرحية (شفت بعيني محد قلي) من بطولة الفنان المصري يونس شلبي حيث كان مؤلفا ومخرجا للعرض، انتقل إلى التلفزيون بالملحمة الشعبية مسلسل بيت الطين على قناة السومرية

## أعماله

### في التلفزيون
- (2004): (أوعى السد)
- (2006): بيت الطين الجزء الأول
- (2007): بيت الطين الجزء الثاني
- (2009): بيت الطين الجزء الثالث
- (2009): بيت الطين الجزء الرابع
- (2011): شنو منو ياهو دوت كوم
- (2015): ونان وكنان
- (2016): مذكرات شلتاغ
- (2018): شاب جات
- (2022): بيتوتي

### في المسرح
- (اوزار):(مسرحية شعرية)
- (الهمزة):(مسرحية شعرية)
- (1981): (لو)
- (1981): (إلى اين)
- (1992):بيت الطين
- (1993): (خميس على خمسة)
- (1995): (حرامي السيدية)
- (1995): (العالم في ليلة)
- (1996): (حافي ومتعافي)
- (1995): (شورجة في أوروبا)
- (1997): (جذور الطيب)
- (1997) (شيزوفرينيا)
- (1999): (كلش عال عبد العال)
- (1999): (ثعالب وارانب)
- (2000): (شفت بعيني محد قلي)[5]
- (2000): (الهباشة)
- (2001): (شمخي في سيدني)
- (2001): إنت فين والحب فين
- (2002): (شقندحة)
- (2008): (من غير ليش)
- (2015): (أولمبياد نشمي)
- (2016): (شدو روسكم)
- (2019): روميو وجوليت

### في السينما
- «أين رأس الحسين؟»
- «شمالا إلى برنو»

### تقديم البرامج
- (2021): بعض الكلام على قناة التغيير